# Sveno Nicolai Bothniensis
Sveno Nicolai Bothniensis, född i Luleå, död 1667 i Sånga socken, Uppland, var en svensk kyrkoman och riksdagsman.

## Biografi
Sveno Nicolai Bothniensis var enligt sentida släktforskning son till bonden, länsman och borgmästaren i Luleå Nils Nilsson och Brita Olofsdotter, dotter till lappfogden Olof  Andersson Burman. Bothniensis var kyrkoherde i Sånga socken från 1633. 
Bothniensis var riksdagsman 1640 och vid riksdagen i Stockholm och Göteborg 1660.